# Monomalpha gratiosa
Monomalpha gratiosa är en insektsart som beskrevs av Alexander Fyodorovich Emeljanov 2000. Monomalpha gratiosa ingår i släktet Monomalpha och familjen kilstritar. Inga underarter finns listade i Catalogue of Life.